# FOSDEM

Logo der FOSDEM

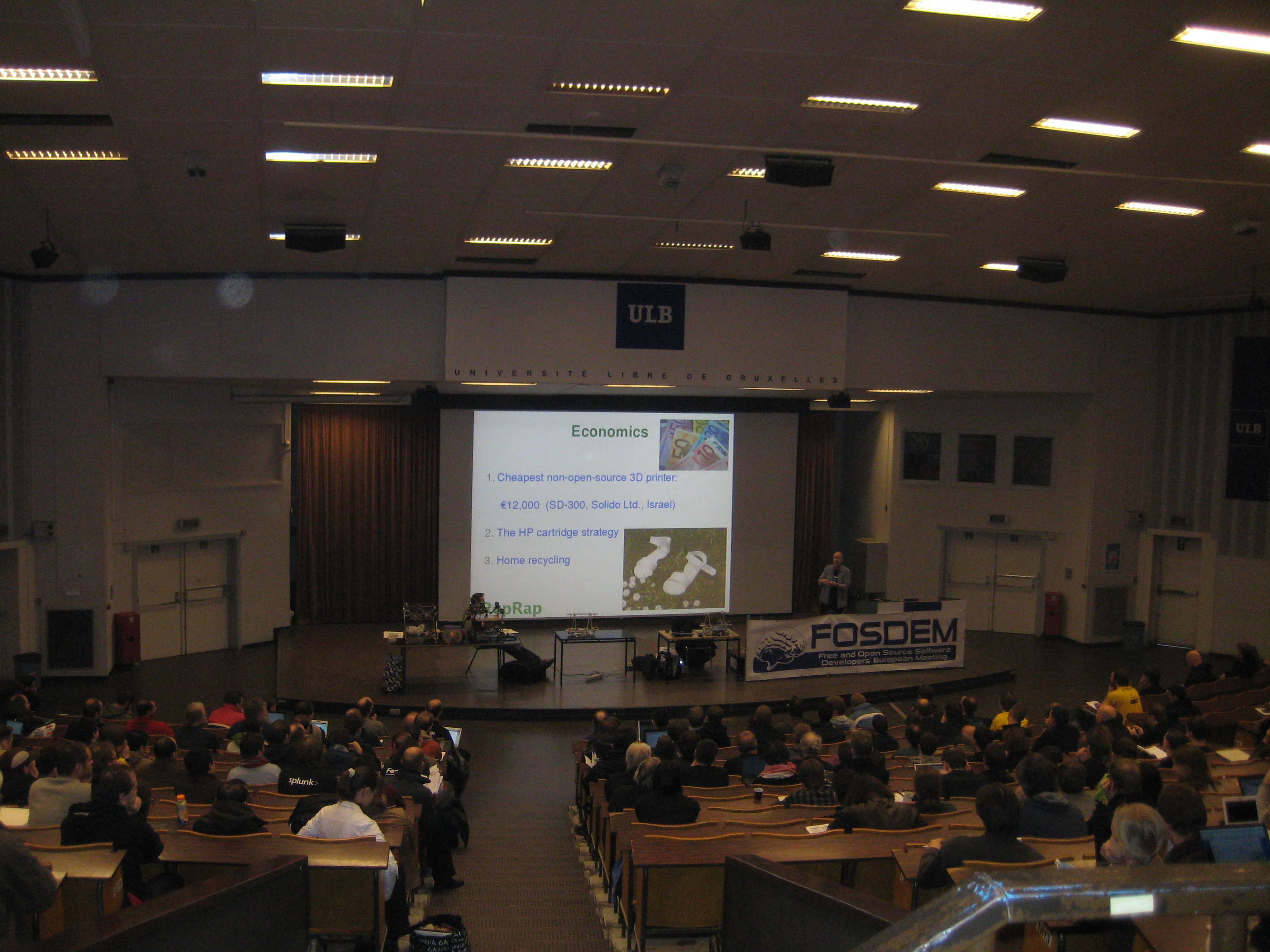
FOSDEM 2010

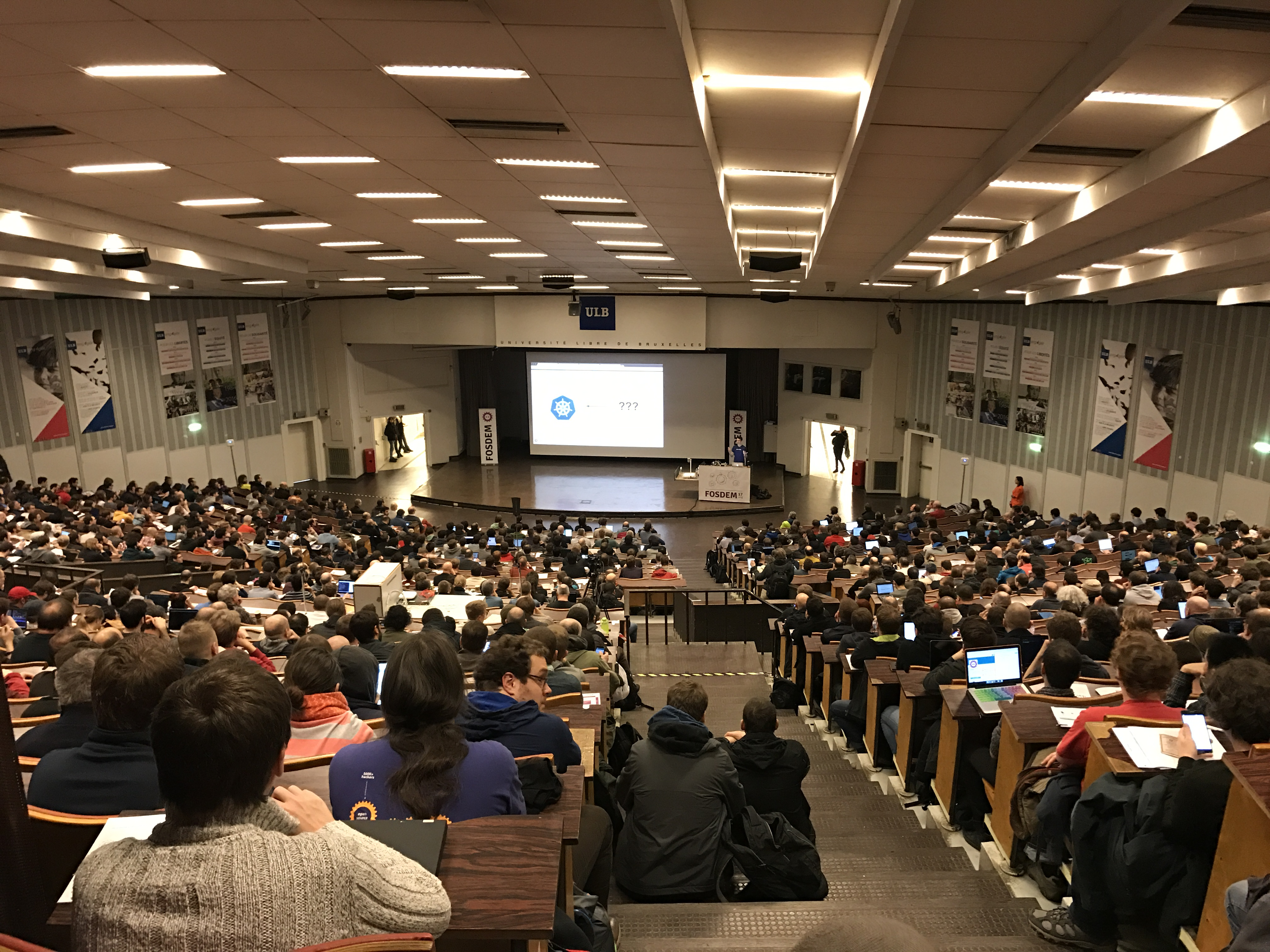
FOSDEM 2017

Die FOSDEM (Free and Open Source Software Developers' European Meeting), ursprünglich nur OSDEM (Open Source Developers' European Meeting), ist eine zweitägige Konferenz zum Thema „Freie Software“, die seit 2001 jährlich an einem Wochenende im Februar in Brüssel, Belgien abgehalten wird. Der Eintritt zu allen Teilen der FOSDEM ist frei, im Jahr 2013 hatte sie mehr als 5000 Teilnehmer. Die Organisation wird von Freiwilligen unterstützt, die Finanzierung erfolgt durch Spenden und Sponsoren.
Zusätzlich zum Hauptprogramm werden auch Räume zur Verfügung gestellt, in denen Software-Entwickler ihre Projekte vorstellen können oder kurze Vorträge halten können. Außerdem wurde in den Jahren 2002 bis 2005 im Rahmen der Konferenz eine Auszeichnung überreicht, der FSF Award for the Advancement of Free Software.

## Geschichte

### 2005
Tim O’Reilly eröffnete das Treffen mit einer Präsentation zum Thema Privatsphäre im Internet. Des Weiteren gab es Vorträge von Alan Cox, Jimmy Wales und Richard Stallman.

### 2006
Richard Stallman hielt eine Rede zum Thema Softwarepatente und erzählte danach noch etwas über die Ziele der GPLv3.

### 2007
Die FOSDEM 2007 fand am 24. und 25. Februar 2007 statt.
Als Redner hatten Jim Gettys (One Laptop Per Child), Aleksey Bragin (ReactOS), Federico Mena Quintero (Gnome, Profiling desktop applications), Øyvind Kolås (GEGL), Kristian Høgsberg (AIGLX), Ronald G Minnich (LinuxBIOS), Peter Saint-Andre (XMPP/Jabber), Kern Sibbald (Bacula), Andrew Morton (Linux-Kernel), Joe Hewitt (Firebug), Georg Greve (FSFE), Pieter Hintjens (FFII, software patents) und Tom Baeyens (JBoss BPM), H. D. Moore (Metasploit) zugesagt.

### 2008
Die FOSDEM 2008 fand am 23. und 24. Februar 2008 statt.
Nach der Eröffnung hielten Gabrielle Pantera und Robin Rowe eine Rede über den Einsatz von Linux in Filmstudios, Robert Watson erklärte am Beispiel FreeBSD, wie ein großes Open-Source-Software-Projekt funktioniert, und Pieter Hintjens gab einen Überblick über Softwarepatente in Europa.

### 2009
Die FOSDEM 2009 fand am 7. und 8. Februar 2009 statt.
Reden hielten u. a. der Ext4-Dateisystementwickler Theodore Ts’o und der SYSLINUX-Verwalter Hans Peter Anvin.

### 2010
Die FOSDEM 2010 fand am 6. und 7. Februar 2010 statt.
Der Informatikprofessor Andrew S. Tanenbaum hielt einen Vortrag über die Vorzüge seines Betriebssystems Minix 3 gegenüber Linux. Elena Reshetova von Nokia präsentierte das Maemo 6 Security Framework.

### 2011
Die FOSDEM 2011 fand am 5. und 6. Februar 2011 statt. Chris Lattner, Direktor der Low Level Tools bei Apple berichtete über die Fortschritte des LLVM-Projekts sowie über die Features des Clang-Compilers.

### 2012
Die FOSDEM 2012 fand am 4. und 5. Februar 2012 statt.

### 2013
Vom 2. bis 3. Februar 2013 wurde die FOSDEM abgehalten.

### 2014
Die FOSDEM ging vom 1. bis 2. Februar 2014 über die Bühne.
Jolla-Entwickler Carsten Munk erläuterte das Open-Source-Projekt libhybris im Detail, welches die von Android genutzte bionic Bibliothek für ein auf der GNU Bibliothek glibc basierendem Linux System lesbar macht. So konnte Jolla die bestehenden Hardware-Treiber diverser Hersteller nutzen, welche ursprünglich für Android geschrieben wurden.

### 2015
Die FOSDEM 2015 wurde am 31. Januar und 1. Februar 2015 abgehalten.
Keynotes:
- „Identity Crisis: Are we who we say we are?“ (Karen Sandler)
- „What is wrong with Operating Systems (and how do we make things better)“ (Antti Kantee)
- „Living on Mars: A Beginner's Guide (Can we Open Source a society)“ (Ryan MacDonald)

### 2016
Die FOSDEM 2016 wurde am 30. und 31. Januar 2016 abgehalten.
Keynotes:
- „systemd and Where We Want to Take the Basic Linux Userspace in 2016“ (Lennart Poettering)
- „Ian Murdock – In Memoriam“ (Martin Michlmayr)
- „Putting 8 Million People on the Map: Revolutionizing crisis response through open mapping tools“ (Blake Girardot)

### 2017
Die FOSDEM 2017 wurde am 4. und 5. Februar 2017 abgehalten
Keynotes:
- „Kubernetes on the road to GIFEE“ (Brandon Philips)
- „Software Heritage“ (Stefano Zacchiroli, Roberto Di Cosmo)
- „Understanding The Complexity of Copyleft Defense“ (Bradley M. Kuhn)
- „Using Linux in Air Traffic Control“ (Gerolf Ziegenhain)

### 2018
Die FOSDEM 2018 wurde am 3. und 4. Februar 2018 in Brüssel abgehalten.
Keynotes:
- „Consensus as a Service“ (Simon Phipps, Italo Vignoli)
- „Next Generation Internet Initiative“ (Rob van Kranenburg, Michiel Leenaars, Marietje Schaake, Georgios Tselentis)
- „Exploiting modern microarchitectures“ (Jon Masters)

### 2019
Die FOSDEM 2019 wurde am 2. und 3. Februar 2019 in Brüssel abgehalten.
Keynotes:
- „Can Anyone Live in Full Software Freedom Today?“ (Bradley M. Kuhn, Karen Sandler)
- „FLOSS, the Internet and the Future“ (Mitchell Baker)
- „Blockchain: The Ethical Considerations“ (Deb Nicholson)
- „The Cloud is Just Another Sun“ (Kyle Rankin)
- „2019 – Fifty years of Unix and Linux advances“ (Jon 'maddog' Hall)

### 2020
Die FOSDEM 2020 wurde am 1. und 2. Februar 2020 in Brüssel abgehalten.
Keynotes:
- „The Linux Kernel: We have to finish this thing one day ;) – Solving big problems in small steps for more than two decades“ (Thorsten Leemhuis)
- „FOSSH – 2000 to 2020 and beyond! – maddog continues to pontificate“ (Jon 'maddog' Hall)
- „FOSDEM@20 – A Celebration – The cliché of constant change“ (Steven Goodwin)

### 2021
Wegen der COVID-19-Pandemie wurde die FOSDEM 2021 am 6. und 7. Februar 2021 online abgehalten. Die Keynotes entfielen. Die Vorträge wurden vorab aufgezeichnet und resultierten in etwa 500 Stunden Videomaterial. Die Konferenzteilnehmer trafen sich auf der Messenger-Plattform Element, für welche im Vorfeld mit Unterstützung durch Matrix.org etwa 100 Cloud-Server eingerichtet wurden.

### 2022
Wie auch im Jahr 2021 fand die FOSDEM 2022 wegen der anhaltenden COVID-19-Pandemie erneut virtuell vom 5. bis 6. Februar statt. Der Ablauf und der technische Aufbau zur Umsetzung folgte dem Vorgehen aus dem Jahr 2021. Den Einstiegspunkt zur Teilnahme bildete ein sogenannter Conference Floor. Auch bei dieser Veranstaltung wurden, wie bereits im Jahr zuvor, keine Keynotes abgehalten.

### 2023
Nach 2 Jahren als virtuelle Veranstaltung fand die FOSDEM 2023 am 4. und 5. Februar 2023 wieder als Präsenzveranstaltung statt.

### 2024

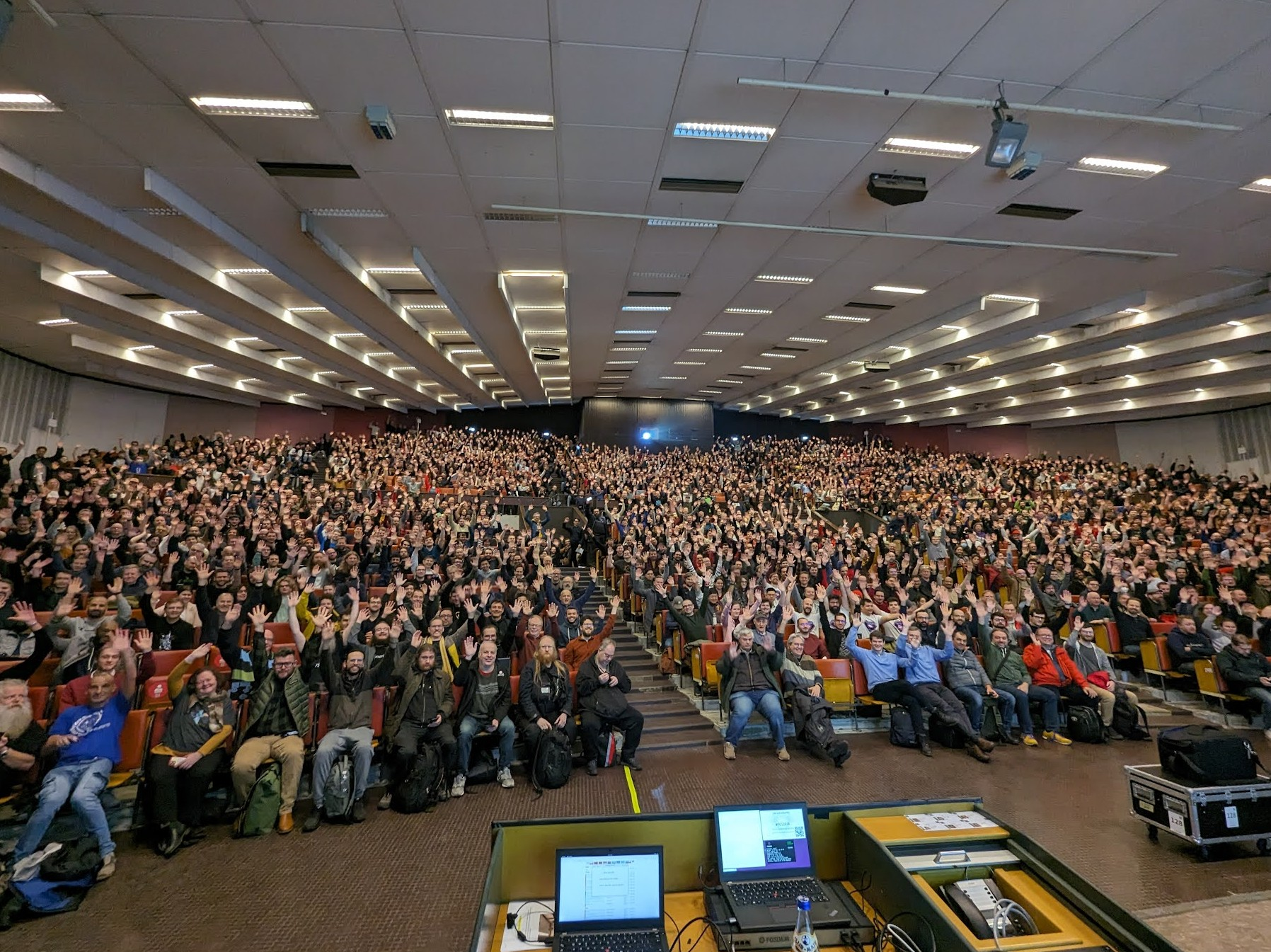
Sicht vom Rednerpult während der Eröffnungsrede der FOSDEM 2024

Die FOSDEM 2024 fand am 3. und 4. Februar 2024 in Brüssel statt.
Keynotes:
- Welcome to FOSDEM 2024
- Where have the women of tech history gone?
- Outreachy: 1000 interns
- FOSDEM 2024 Highlights
- Closing FOSDEM 2024

Erstmals wurde die FOSDEM junior abgehalten mit Workshops für Kinder und Jugendliche von 7 bis 17 Jahren.

### 2025
Keynotes:

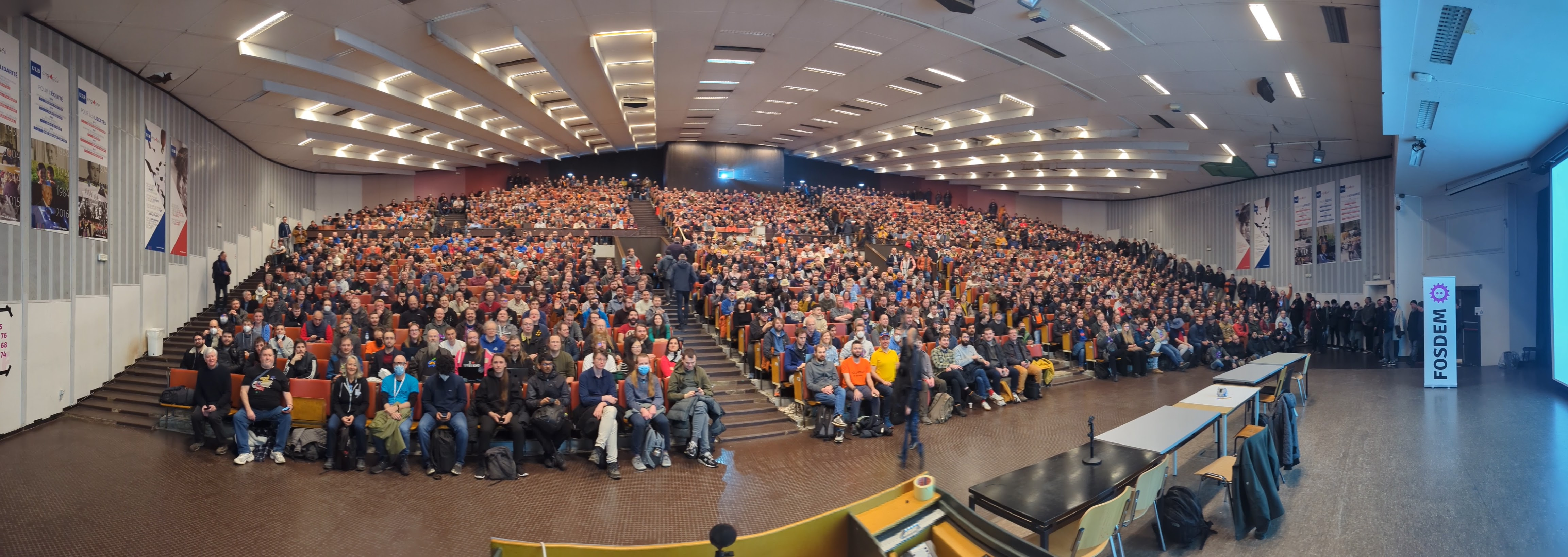
Sicht vom Rednerpult während der Eröffnungsrede der FOSDEM 2025

- Welcome to FOSDEM 2025, Richard „RichiH“ Hartmann
- Program to Learn: The Power of Creative Coding, Bernat Romagosa, John Maloney, Jens Mönig, Jadga Huegle
- Where have the women of tech history gone? 2.0, Laura Durieux
- Scaling Open-Source Solutions to Achieve the Sustainable Development Goals: A Global Call to Action, Amreen Taneja, Omar Mohsine
- Rust for Linux, Miguel Ojeda
- 14 Years of systemd, Lennart Poettering
- The Big FOSDEM Quiz of the Year, Steven Goodwin
- What FLOSS Means in the AI World, Mitchell Baker
- Early Screening of „ZeMarmot“ animation film (work-in-progress) with live music, Jehan, Aryeom Han, Orl Ammd
- The Growing Body of Proprietary Infrastructure for FOSS Development: Repeating Bad History, Karen Sandler, Bradley M. Kuhn, Denver Gingerich
- How we are defending Software Freedom against Apple at the EU's highest court, Lucas Lasota
- Ten Years as a Free, Open, and Automated Certificate Authority Josh Aas
- Closing FOSDEM 2025, Richard „RichiH“ Hartmann

## Veranstaltungen am Rande
Neben der Veranstaltung selbst, gibt es eine Vielzahl von „Fringe“ Events, die sich am Rande ergeben und teils etabliert haben, im Jahre 2024 waren es 32 offiziell gelistete Events.

### OFFDEM
Seit 2020 gibt es eine Veranstaltung OFFDEM. Sie findet etwa zeitgleich zur Veranstaltung (auch in Brüssel) statt.
Die Veranstaltung OFFDEM gründet auf der Kritik, dass die Veranstaltung, insbesondere wegen des Sponsorings, nicht unabhängig von Big Tech sein möchte.
Während der Veranstaltung OFFDEM können Plena zu Kritik an der Politik zu und der IT-Industrie selbst geschaffen und zu den Themen gearbeitet werden.